# 9205 Eddywally
9205 Eddywally este un asteroid din centura principală de asteroizi.

## Descriere
9205 Eddywally este un asteroid din centura principală de asteroizi. A fost descoperit pe 10 august 1994 la Observatorul La Silla de Eric Walter Elst. El prezintă o orbită caracterizată de o semiaxă mare de 3,16 ua, o excentricitate de 0,13 și o înclinație de 0,6° în raport cu ecliptica.